# Yamaha R MAX
Lo Yamaha R-MAX è un elicottero a pilotaggio remoto, sviluppato dalla giapponese Yamaha Motor Company negli anni 90.
L'elicottero è alimentato da un motore a benzina che aziona un rotore a due pale ed è controllato a distanza da un operatore attraverso un telecomando. È stato progettato principalmente per essere utilizzato in ambito agricolo ed è in grado di irrorare con precisione le colture. L'R-MAX è stato utilizzato sia in Giappone che all'estero principalmente in agricoltura, ma anche per altri usi come i rilievi aerei o le ricognizione.